# Прошев-Б
Прошев-Б (пол. Proszew B) — село в Польщі, у гміні Ґрембкув Венґровського повіту Мазовецького воєводства.
У 1975-1998 роках село належало до Седлецького воєводства.